# خالد المذكور
الدكتور خالد عبد الله المذكور (مواليد 1942)، رئيس مجلس إدارة جمعية الإصلاح الاجتماعي.

## مناصبه
- حاصل على إجازة العالمية (الدكتوراه) في الفقه المقارن من جامعة الأزهر عام 1978،
- رئيس اللجنة الاستشارية العليا للعمل على استكمال تطبيق أحكام الشريعة الإسلامية بالكويت. (سابقا) لغاية 18 يونيو 2016.
- وعضو هيئه التدريس في كلية الشريعة بالكويت.
- وعضو اللجنة العلمية للموسوعة الفقهية بوزرة الأوقاف والشؤون الإسلامية، وعضو هيئة الفتوى والرقابة.
- له نشاط علمي بارز في مجال التدريس والمحاضرات والخطابة والإفتاء والبرامج الإعلامية.

## البحوث والدراسات
- الاجتهاد الجماعي ومؤسساته في دولة الكويت.
- حماية المستهلك في الشريعة الإسلامية.
- رعاية المسنين في الشريعة الإسلامية.
- الوقاية الصحية في الفقه.

يترأس الدكتور خالد المذكور اللجنة الاستشارية العليا للعمل على استكمال تطبيق أحكام الشريعة الإسلامية التابعة للديوان الأميري في دولة الكويت وهو عضو في الهيئة الشرعية للشركة منذ التأسيس. ويتقلد الدكتور المذكور مناصب أكاديمية ومهنية عليا في كل من جامعة الكويت ووزارة الأوقاف والشؤون الإسلامية وهو مشارك منتظم في المؤتمرات الإسلامية العالمية ومعد ومقدم لبرنامجه التلفزيوني الشهير «مع الإسلام» والذي يتناول القضايا الشرعية والإسلامية المعاصرة. نال الدكتور المذكور درجة الدكتوراه في الفقه المقارن من جامعة الأزهر في جمهورية مصر العربية، وهو عضو في الهيئة الاستشارية لمجلة الأصول والنوازل ( www.nwazel.com ).